# Khodro Kaveer
Khodro Kaveer là một công ty sản xuất xe hơi ở Yazd, Iran. Được thành lập vào năm 2002, công ty này sản xuất xe hơi BMC và Cumitas.